# 大物崩
大物崩（日语：大物崩れ）是發生在日本戰國時代初期享祿四年六月四日（1531年7月17日）的摄津国大物（今兵库县尼崎市大物町）的一场合战。赤松政祐、細川晴元、三好元長的一万人的連合軍擊破了細川高国、浦上村宗的2万人的軍隊，本战细川（高国）、浦上联军几乎全軍覆沒，浦上村宗战死。本战又被称为大物崩之战、天王寺之战和天王寺崩。

## 經過與結果
浦上村宗意圖統一播磨國,所以借助細川高國的力量打算統一播磨,開始時他佔有優勢,但後來因為赤松政祐的背叛令形勢得以逆轉,後來三好元長就利用三方的軍隊挾擊浦上聯軍,浦上、細川軍大敗。此戰更令細川家滅亡。

## 戰後
在敗戰中,細川高國逃回大物城,但後來因為有人密告,而被三好元長逮捕。而浦上村宗則被細川晴元命令自殺。